# 2016년 러시아 의회선거
2016년 러시아 의회선거는 러시아의 하원인 국가두마의 의원을 뽑기 위해 2016년 9월 18일 치러진 총선거이다. 제7대 국가두마의 정원인 450석이 선출된다. 선거 이전의 여당은 통합 러시아로, 2011년 총선에서 49.32%의 표를 받아 정원의 과반수인 238석의 의석을 차지하고 있었다.
개표 결과 여당이던 통합 러시아가 저번 선거보다 훨씬 높은 득표율로 압승하여 단독으로 개헌이 가능한 수준의 의석을 차지하였다.

## 결과
|                                                                   |                       |             |           |           |           |             |        |        |           |           |           |           |
| 정당                                                              | 정당                  | 정당 명부   | 정당 명부 | 정당 명부 | 정당 명부 | 선거구      | 선거구 | 선거구 | 총합 결과 | 총합 결과 | 총합 결과 | 총합 결과 |
| 정당                                                              | 정당                  | 득표        | %         | ±%p       | 의석      | 득표        | %      | 의석   | 의석      | +/–       | %         | ±%p       |
|                                                                   | 통합 러시아           | 28,527,828  | 54.20     | +4.87     | 140       | 25,162,770  | 48.42  | 203    | 343       | +105      | 76.22     | +23.33    |
|                                                                   | 러시아 연방 공산당    | 7,019,752   | 13.34     | −5.85     | 35        | 6,492,145   | 12.93  | 7      | 42        | −50       | 9.33      | –11.11    |
|                                                                   | 러시아 자유민주당     | 6,917,063   | 13.14     | +1.47     | 34        | 5,064,794   | 9.75   | 5      | 39        | −17       | 8.67      | –3.78     |
|                                                                   | 공정 러시아           | 3,275,053   | 6.22      | −7.02     | 16        | 5,017,645   | 9.66   | 7      | 23        | −41       | 5.11      | –9.11     |
|                                                                   | 러시아의 공산주의자들 | 1,192,595   | 2.27      | –         | 0         | 1,847,824   | 3.56   | –      | 0         | New       | 0         | –         |
|                                                                   | 야블로코              | 1,051,335   | 1.99      | −1.44     | 0         | 1,323,793   | 2.55   | 0      | 0         | 0         | 0         | –         |
|                                                                   | 러시아 연금당         | 910,848     | 1.73      | –         | 0         | –           | –      | –      | 0         | New       | 0         | –         |
|                                                                   | 로디나                | 792,226     | 1.51      | –         | 0         | 1,241,642   | 2.39   | 1      | 1         | New       | 0.22      | 0.22      |
|                                                                   | 성장당                | 679,030     | 1.29      | +0.69     | 0         | 1,171,259   | 2.25   | 0      | 0         | 0         | 0         | –         |
|                                                                   | 러시아 녹색당         | 399,429     | 0.76      | –         | 0         | 770,076     | 1.48   | 0      | 0         | New       | 0         | –         |
|                                                                   | 인민자유당            | 384,675     | 0.73      | –         | 0         | 530,862     | 1.02   | 0      | 0         | New       | 0         | –         |
|                                                                   | 러시아의 애국자들     | 310,015     | 0.59      | −0.38     | 0         | 704,197     | 1.36   | 0      | 0         | 0         | 0         | –         |
|                                                                   | 시민 연단             | 115,433     | 0.22      | –         | 0         | 364,100     | 0.70   | 1      | 1         | New       | 0.22      | 0.22      |
|                                                                   | 시민의 힘             | 73,971      | 0.14      | –         | 0         | 79,922      | 0.15   | 0      | 0         | New       | 0         | –         |
|                                                                   | 무소속                | –           | –         | –         | –         | 429,051     | 0.83   | 1      | 1         | +1        | 0.22      | 0.22      |
| 무효표                                                            | 무효표                | 982,596     | 1.87      | +0.30     | –         | 1,767,725   | –      | –      | –         | –         | –         | –         |
| 총합                                                              | 총합                  | 52,631,849  | 100       | –         | 225       | 51,967,805  | 100    | 225    | 450       | 0         | –         | –         |
| 유권자/투표율                                                     | 유권자/투표율         | 110,061,200 | 47.82     | −12.28    | –         | 109,636,794 | 47.40  | –      | –         | –         | –         | –         |
| 출처: Central Election Commission 보관됨 2020-07-25 - 웨이백 머신 |                       |             |           |           |           |             |        |        |           |           |           |           |

선거에 대한 관심도가 비교적 낮아 선거 이전부터 투표율이 낮을 것으로 예상되었으며, 실제로 투표가 종료된 후 집계 결과 저번 선거에 비해 12% 이상 낮은 약 48%로 드러났다. 한편 일부 지역에서 투표가 조작되었다는 의혹이 제기되었고 정부는 이를 부정했다. 한편 9월 22일 중앙 선관위가 조작 증거가 발견된 7개 선거구의 표를 무효화하였다. 미시간 대학의 정치과학자들의 연구에서는 선거의 결과가 조작되었다고 주장하였다.

## 같이 보기
- 국가두마